# Prêmio Emmy Internacional Digital de Programa Infantojuvenil
O Prêmio Emmy Internacional Digital de Programa Infantojuvenil é uma das categorias do Prêmio Emmy Internacional Digital entregue desde 2009 pela Academia Internacional das Artes & Ciências Televisivas a conteúdos criados para plataformas digitais (mobile, internet, TV interativa e outros). Os vencedores são conhecidos durante o MIPTV, em Cannes, na França.

## Vencedores
| Ano  | Vencedor         | País          | Emissora                                                          |
| ---- | ---------------- | ------------- | ----------------------------------------------------------------- |
| 2009 | Battlefront      | Reino Unido   | RAW TV / Airlock / Channel 4                                      |
| 2010 | Reservoir Hill   | Nova Zelândia | BBC / The Open University                                         |
| 2011 | Battlefront      | Reino Unido   | Raw TV / Airlock / Channel 4                                      |
| 2012 | Shujaaz          | Quênia        | Well Told Story                                                   |
| 2013 | Dirtgirlworld    | Austrália     | Mememe Productions / Dirtgirlworld Productions / Screen Australia |
| 2014 | Shujaaz          | Quênia        | Well Told Story                                                   |
| 2015 | Reverse the Odds | Reino Unido   | Maverick Television / Chunk / Channel 4 / Cancer Research         |